# Giới hạn Chandrasekhar

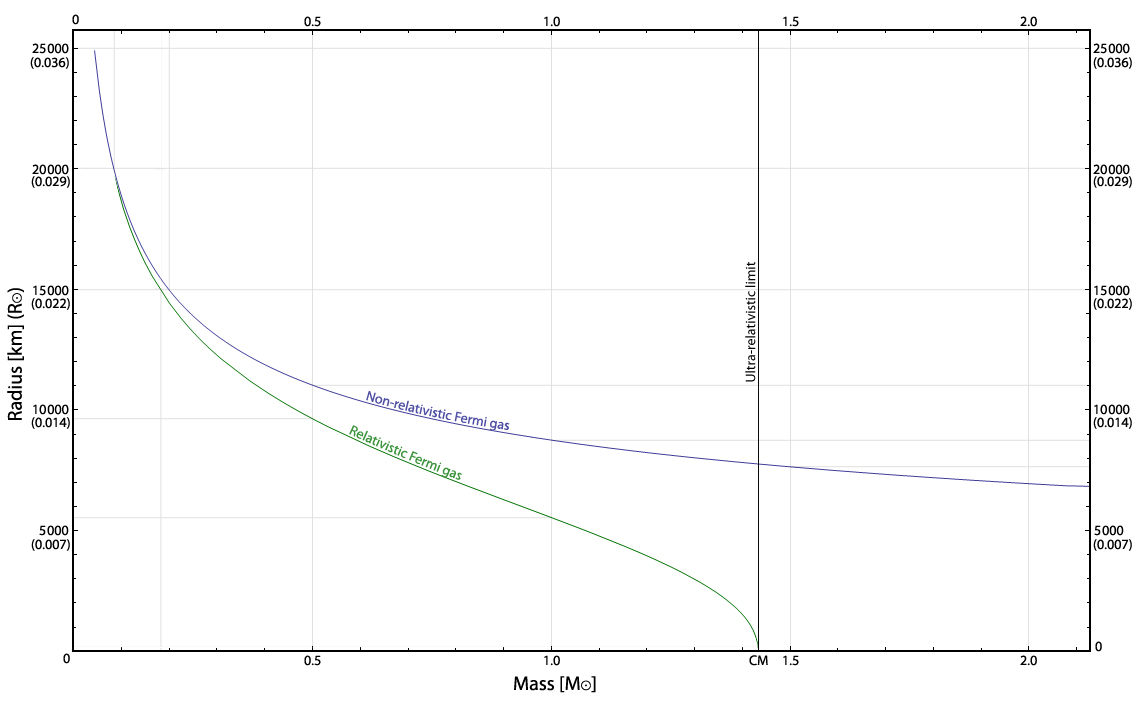
Giới hạn Chandrasekhar của sao lùn trắng

Giới hạn Chandrasekhar là khối lượng tối đa của một sao lùn trắng. Nó khoảng chừng 3 × 1030 kg hoặc 1,44 lần khối lượng Mặt Trời. Con số này có thể thay đổi từ 1,2 đến 1,46 lần khối lượng Mặt Trời và phụ thuộc thành phần hóa học của ngôi sao. Giới hạn này đã được nhà vật lý Mỹ gốc Ấn Độ Subrahmanyan Chandrasekhar tính ra đầu tiên và do đó được đặt tên theo ông.
{\displaystyle {\frac {\omega _{3}^{0}{\sqrt {3\pi }}}{2}}\left({\frac {\hbar c}{G}}\right)^{3/2}{\frac {1}{(\mu _{e}m_{H})^{2}}}.}
Trong đó, μe là khối lượng trung bình của phân tử tính theo electron, mH là khối lượng của khối lượng của nguyên tử hydrogen, và ω30≈2.018236 là hằng số phụ thuộc vào kết quả phương trình Lane-Emden. Tính toán cụ thể ra, giá trị này vào khoảng (2/μe)2 · 2.85 · 1030 kg, hoặc 1.43 (2/μe)2 M☉, với M☉=1.989·1030 kg là khối lượng Mặt Trời. {\displaystyle {\sqrt {\hbar c/G}}} là khối lượng Planck, MPl≈2.176·10−8 kg, khi đó giới hạn Chandrasekhar là MPl3/mH2.
Ánh sáng của ngôi sao toả ra tạo nên áp suất ánh sáng đẩy khí quyển của nó ra ngoài. Khi một ngôi sao sử dụng hết tất cả chất đốt của nó và không phát sáng nữa, áp suất ánh sáng bị mất và khí quyển bị suy sập về lõi của sao dưới sức hút của trọng lực. Nếu ngôi sao có khối lượng dưới giới hạn Chandrasekhar, sự suy sập bị ngăn lại bởi áp suất thoái hóa của điện tử, và ngôi sao trở thành một sao lùn trắng ổn định. Nếu ngôi sao có khối lượng cao hơn, lúc đó trọng trường của nó đủ lớn để thắng áp suất thoái hóa của điện tử, và sao tiếp tục quá trình suy sập vượt qua giai đoạn sao lùn trắng, trở thành một sao neutron, sao quark hoặc lỗ đen.
Các quá trình suy sập của sao đều gây nên sự tăng nhanh về mật độ và áp suất tại tâm, tạo nên sóng sốc đẩy ngược một phần đáng kể vật chất của sao trở lại không gian xung quanh, làm bùng lên các vụ nổ như siêu tân tinh.